# Clavette
Clavette is een gemeente in het Franse departement Charente-Maritime (regio Nouvelle-Aquitaine). De plaats maakt deel uit van het arrondissement La Rochelle. Clavette telde op 1 januari 2022 1.423 inwoners.

## Geografie
De oppervlakte van Clavette bedroeg op 1 januari 2022 6,29 vierkante kilometer; de bevolkingsdichtheid was toen 226,2 inwoners per km².
De onderstaande kaart toont de ligging van Clavette met de belangrijkste infrastructuur en aangrenzende gemeenten.

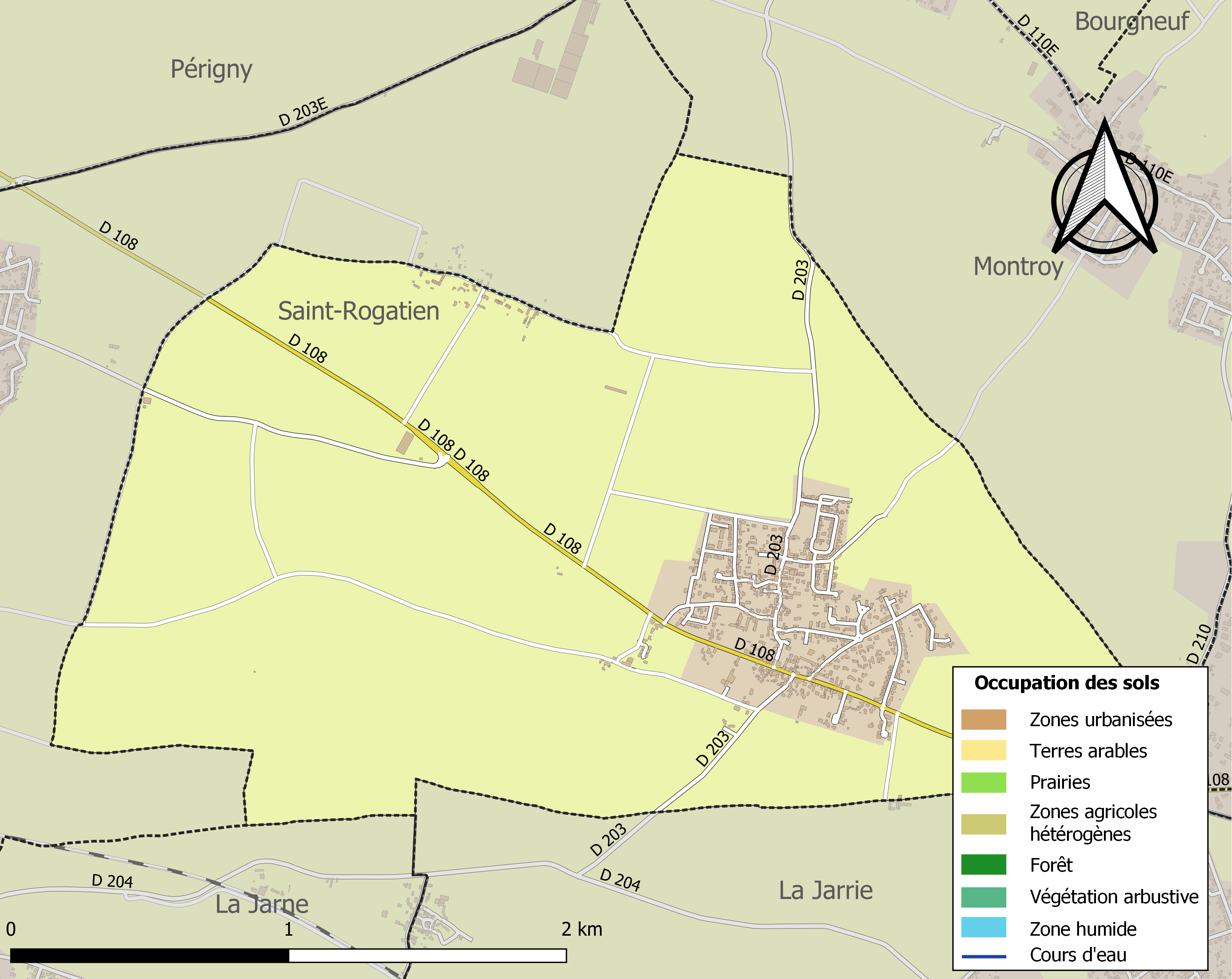

## Demografie
Onderstaande figuur toont het verloop van het inwonertal (bron: INSEE-tellingen).